# Jawa Pos
Jawa Pos est un quotidien national indonésien dont le siège est à Surabaya, capitale de la province de Java oriental . Le journal a été fondé par The Chung Shen le 1er juillet 1949. La société mère, Jawa Pos Group, appartient au magnat des médias indonésien Dahlan Iskan . 
La devise du journal est Selalu ada yang baru! ("Il y a toujours quelque chose de nouveau!"). 
Le ''Jawa Pos'' l'un des plus anciens journaux de l'Indonésie indépendante. 
En 1982, alors que sa diffusion était tombée à moins de 10 000 exemplaires, le journal a failli faire faillite et sa propriété est passée à PT Grafiti Pers, l'éditeur de Tempo. Après l'acquisition, la diffusion de Jawa Pos a augmenté et, dans les années 1990, la diffusion a atteint 350 000 exemplaires. Pendant ce temps, Jawa Pos était l'un des journaux les plus vendus en Indonésie. 
Jawa Pos a établi de nombreux records dans l'industrie des journaux indonésiens, comme être le premier à utiliser des systèmes informatisés en 1984, le premier à être publié en couleur en 1986, le premier journal à utiliser la technologie d'impression à distance en 1988, le premier journal à être publié. publié presque tous les ans en 1992, et le premier à investir dans la technologie en ligne en 1994. Jawa Pos a été le premier journal en Indonésie à appliquer la norme internationale de largeur en 1998, à avoir une section quotidienne pour les jeunes (2000) et à utiliser la technologie de l'ordinateur à la plaque (2006). 
Avec 842 000 tirages quotidiens moyens (2017), données de Nielsen Consumer & Media View (CMV), Jawa Pos est le journal le plus populaire d'Indonésie. 

## Histoire

### Premières années (1949-1982)
Jawa Pos a été fondée par The Chung Shen, Suseno Tedjo de son nom javanais, le 1er juillet 1949 sous le nom de Djava-Post . À l'époque, The Chung Shen était un employé de publicités dans un cinéma de Surabaya. Parce que chaque jour, il devait faire la publicité des films dans les journaux, il souhaitait créer son propre journal. Après le succès du Djava-Post, The Chung Shen crée alors deux autres journaux, le chinois Hwa Chiao Sien Wen et le néerlandais de Vrije Pers . 
30 ans plus tard, le journal de The Chung Shen ne marchait plus aussi bien. À la fin des années 1970, le chiffre d'affaires avait fortement baissé. En 1982, la diffusion n'était que de 6 800 exemplaires. Ses deux autres papiers avaient déjà été pliés. Quand il avait 80 ans, The Chung Shen a décidé de vendre Jawa Pos . Il ne pouvait plus s'occuper de l'entreprise et ses trois enfants vivaient à Londres. 

### Reprise et essor (depuis 1982)
En 1982, Eric FH Samola, qui était alors directeur de PT Grafiti Pers (l'éditeur de Tempo ) a repris Jawa Pos . Avec la nouvelle direction, Eric a nommé Dahlan Iskan, qui avait été chef du bureau de Tempo à Surabaya, pour diriger le journal. Après l'acquisition, la diffusion de Jawa Pos a augmenté et, dans les années 1990, la diffusion a atteint 350 000 exemplaires. Pendant ce temps, Jawa Pos était l'un des journaux les plus vendus en Indonésie. 
En 1987, Jawa Pos a créé le Jawa Pos News Network (JPNN), l'une des plus grandes chaînes de journaux en Indonésie, qui compte plus de 80 journaux, tabloïds et magazines, ainsi que 40 réseaux d'impression à travers le pays. En 1997, Jawa Pos a emménagé dans un nouveau bâtiment de 21 étages, Graha Pena, qui est devenu l'un des gratte-ciel de Surabaya. En 2002, le bâtiment Graha Pena à Jakarta a été construit, et maintenant il y a un bâtiment Graha Pena dans presque toutes les régions d'Indonésie. 

## Récompenses
Le 12 octobre 2011, le journal a reçu le World Young Readers Newspaper Award 2011 décerné par l'association WAN-IFRA. Jawa Pos a également remporté le premier prix pour l'excellence durable. 